# Вежі Ціму
Вежі Ціму (кит.: 启母阙, піньінь: Qǐmǔ quē) — архітектурна пам'ятка біля храму Ціму у китайській провінції Хенань. Разом з іншими старовинними будовами біля міста Денфен з 2010 року входить до Світової спадщини ЮНЕСКО. Спільно зі вежами Тайші та Шаоші має назву «Вартові вежі династії Хань на Священній горі».

## Історія
Храм Ціму було зведено в часи імператора У-ді з династії Західна Хань. Назва перекладається як «Матір вдихів». За наступних імператорів деякий час носив ім'я Кайму. Вежі побудовані в часи династії Східна Хань префектом Чжу Чуном у 123 або 124 році. Їх призначенням було захист храму Ціму. За всіх династій ці вежі зуміли зберегтися. Частково постраждали під час китайсько-японської війни. Особливо сильно пошкоджено сам храм Ціму.
4 березня 1961 році вежі внесені до переліку культурних цінностей КНР. Після чого відбувалася їх реставрація. У 2010 році — стали частиною Світової спадщини.

## Опис
Загальна площа становить 40.4 га (буферна зона — 108.9 га). Розташовані на відстані 2 км ена північний захід від міста Денфен (провінція Хенань) та південніше піку Віва гори Суншань. Є класичними стародавніми китайськими вежами-цуе. Їх зводили зводили зазвичай в стародавньому Китаї перед міськими воротами, гробниця і палацами, щоб вселити страх і повагу. 2,75 м кожна, на верху мають чудове різьблення. Масивні вежі з прямокутних каменів (загалом 7 шарів), що стоять на потужній платформі. Без платформи західна вежа становить 3,17 м, східна — 3.18 м. Відстань між ними 6,8 м. На кожному з каменів веж викорбувано історію занепада династії Цінь та піднесенням династії Хань. Є важливим джерелом з дослідження каліграфії часу Хань. Окрім того вибито 60 «малюнків» зі сценами бенкетів, прогулянок знаті, навчання слона, півнячі бої, полювання на кролів, тигр, що частує на оленя.
На відстані у 190 м на північ від веж стоїть зламане велике каміння, що має назву камінь Ціму. За легендою на нього перетворилася дружина, яка чекала повернення чоловіка до дому. Поруч з ними розташові талички з(?)